# موزی فیشبین
موزی فیشبین (اوکراینی: Мойсей Абрамович Фішбейн؛ ۱ دسامبر ۱۹۴۶ – ۲۶ مهٔ ۲۰۲۰) زبان‌شناس، مؤلف (پدیدآور)، مترجم، نویسنده، شاعر، و هنرمند اهل اوکراین بود.